# Élections législatives de 1924 en Loir-et-Cher
Les élections législatives de 1924 ont eu lieu le 11 mai 1924.

## Élus
|   | Député sortant  |  | Groupe parlementaire                 | Député élu             |  | Groupe parlementaire                      |
| - | --------------- |  | ------------------------------------ | ---------------------- |  | ----------------------------------------- |
| 1 | Raoul Persil    |  | Action républicaine et sociale       | Richard Georges        |  | Parti socialiste                          |
| 2 | Édouard Payen   |  | Action républicaine et sociale       | René Chavagnes         |  | Républicain radical et radical-socialiste |
| 3 | Victor Legros   |  | Gauche républicaine démocratique     | Pierre Mauger-Violleau |  | Républicain radical et radical-socialiste |
| 4 | Robert Barillet |  | Entente républicaine et démocratique | Robert Barillet        |  | Union républicaine et démocratique        |

## Résultats départementaux

### Par listes
| Listes         | Listes                                         | Premier tour | Premier tour | Sièges |
| Listes         | Listes                                         | Voix         | %            | Sièges |
| -------------- | ---------------------------------------------- | ------------ | ------------ | ------ |
|                | Liste du Bloc des Gauches                      | 26 769       | 43,10        | 3      |
|                | Liste d'Union nationale républicaine           | 17 903       | 28,82        | 1      |
|                | Liste de Concentration républicaine et sociale | 15 490       | 24,94        | 0      |
|                | Liste du Bloc ouvrier-paysan                   | 1 290        | 2,08         | 0      |
|                |                                                |              |              |        |
| Inscrits       | Inscrits                                       | 75 880       | 100,00       | 4      |
| Votants        | Votants                                        | 63 701       | 83,95        |        |
| Abstention     | Abstention                                     | 12 179       | 16,05        |        |
| Blancs et nuls | Blancs et nuls                                 | 1 509        | 2,49         |        |
| Exprimés       | Exprimés                                       | 62 114       | 97,51        |        |

### Par candidats
| Candidat       | Candidat               | Tendance              | Premier tour | Premier tour |
| Candidat       | Candidat               | Tendance              | Voix         | %            |
| -------------- | ---------------------- | --------------------- | ------------ | ------------ |
|                | Robert Barillet        | FR                    | 19 525       | 31,43        |
|                | Chéron                 | FR                    | 17 340       | 27,92        |
|                | Lerredde               | FR                    | 17 406       | 28,02        |
|                | Nouvellon              | FR                    | 17 340       | 27,92        |
|                |                        |                       |              |              |
|                | Victor Legros          | Républicain de gauche | 16 129       | 25,97        |
|                | Raoul Persil           | Républicain de gauche | 15 919       | 25,63        |
|                | Édouard Payen          | Républicain de gauche | 15 857       | 25,53        |
|                | Mellecoeur             | Radical indépendant   | 14 055       | 22,63        |
|                |                        |                       |              |              |
|                | Richard Georges        | SFIO                  | 27 096       | 43,62        |
|                | René Chavagnes         | PRRRS                 | 26 632       | 42,88        |
|                | Pierre Mauger-Violleau | PRRRS                 | 26 745       | 43,06        |
|                | Andrieux               | PRRRS                 | 26 603       | 42,83        |
|                |                        |                       |              |              |
|                | Louis Besnard-Ferron   | PC-SFIC               | 1 298        | 2,09         |
|                | Chevet                 | PC-SFIC               | 1 292        | 2,08         |
|                | Giraudet               | PC-SFIC               | 1 289        | 2,08         |
|                | Tessier                | PC-SFIC               | 1 283        | 2,07         |
|                |                        |                       |              |              |
| Inscrits       | Inscrits               | Inscrits              | 75 880       | 100,00       |
| Votants        | Votants                | Votants               | 63 701       | 83,95        |
| Abstention     | Abstention             | Abstention            | 12 179       | 16,05        |
| Blancs et nuls | Blancs et nuls         | Blancs et nuls        | 1 509        | 2,49         |
| Exprimés       | Exprimés               | Exprimés              | 62 114       | 97,51        |